# Kenya Electricity Generating Company
Kenya Electricity Generating Company, w skrócie KenGen – kenijskie przedsiębiorstwo z siedzibą w Nairobi, zajmujące się produkcją energii elektrycznej. W 2016 roku przedsiębiorstwo wyprodukowało energię elektryczną równą w sumie 80% kenijskiego zapotrzebowania, a jego 32 elektrownie posiadały łączną moc 1 630,95 MW.
Przedsiębiorstwo powstało w roku 1954 pod nazwą Kenya Power Company, a jego pierwotną misją było wybudowanie linii przesyłowej pomiędzy Nairobi a Tororo w Ugandzie, celem przesyłu energii elektrycznej z Zapory Owen Falls w Ugandzie (obecnie Hydroelektrownia Nalubaalee). Do roku 1997 było zarządzane przez Kenya Power and Lighting Company, po czym w wyniku reform ustawowych zostało od niej odłączone, a w 1998 zmieniło nazwę na Kenya Electricity Generating Company.
W 2016 roku przedsiębiorstwo sprzedało w sumie 7819 GWh energii elektrycznej, z czego najwięcej pochodziło z hydroelektrowni (3 784 GWh) oraz z geoelektrowni (3 543 GWh).
Spółka jest notowana na Giełdzie Papierów Wartościowych w Nairobi. Według stanu na dzień 30 czerwca 2016 roku 73,92% jej akcji było w posiadaniu skarbu państwa Kenii, a 7,27% było w rękach zagranicznych inwestorów.

## Elektrownie
Do przedsiębiorstwa należą następujące elektrownie (podana moc jest mocą zainstalowaną):
- Elektrownia cieplna Kipevu I o mocy 73,5 MW, oddana do użytku w 1999 roku
- Elektrownia cieplna Kipevu III o mocy 120 MW, oddana do użytku w 2011 roku
- Elektrownia cieplna Embakasi GT o mocy 30 MW, oddana do użytku w 1987 roku, w 2013 przeniesiona z Kipavu (przedmieścia Mombasy) do Embakasi (Nairobi)
- Elektrownia cieplna Muhoroni GT o mocy 30 MW, oddana do użytku w 1987 roku, w 2016 przeniesiona z Embakasi do Muhoroni
- Elektrownia cieplna Garissa o mocy 3,4 MW, oddana do użytku w 1993 roku, wycofana z użytku w maju 2016
- Elektrownia cieplna Lamu o mocy 2,7 MW, oddana do użytku w 1989 roku, wycofana z użytku w kwietniu 2016
- Elektrownia wiatrowa Ngong I Phase I o mocy 5,1 MW, oddana do użytku w 2010 roku
- Elektrownia wiatrowa Ngong I Phase II o mocy 6,8 MW, oddana do użytku w 2015 roku
- Elektrownia wiatrowa Ngong II o mocy 13,6 MW, oddana do użytku w 2015 roku
- Geoelektrownia Olkaria I o mocy 45 MW, oddawana do użytku w latach 1981/1983/1985
- Geoelektrownia Olkaria I AU o mocy 150,5 MW, oddana do użytku w 2014 roku
- Geoelektrownia Olkaria II o mocy 105 MW, oddana do użytku w 2003 roku, rozbudowana w 2010
- Geoelektrownia Olkaria IV o mocy 149,8 MW, oddana do użytku w 2014 roku
- Geoelektrownia Eburru o mocy 2,5 MW, oddana do użytku w 2012 roku
- Geoelektrownia Wellhead o mocy 71,1 MW, oddana do użytku w 2015 roku
- Hydroelektrownia Sagana o mocy 1,5 MW, oddana do użytku w 1955 roku
- Hydroelektrownia Mesco o mocy 0,45 MW, oddana do użytku w 1933 roku, odnowiona w 2013
- Hydroelektrownia Wanji o mocy 7,4 MW, oddana do użytku w 1952 roku
- Hydroelektrownia Tana o mocy 20 MW, oddana do użytku w 1952 roku, rozbudowana w 2010
- Hydroelektrownia Masinga o mocy 40 MW, oddana do użytku w 1981 roku
- Hydroelektrownia Kamburu o mocy 94,2 MW, oddana do użytku latach 1974/1976
- Hydroelektrownia Gitaru o mocy 225 MW, oddana do użytku w latach 1978/1999
- Hydroelektrownia Kindaruma o mocy 72 MW, oddana do użytku w 1968 roku, rozbudowana w 2013
- Hydroelektrownia Kiambere o mocy 168 MW, oddana do użytku w 1988 roku, rozbudowana w 2009
- Hydroelektrownia Turkwel o mocy 106 MW, oddana do użytku w 1991 roku
- Hydroelektrownia Sondu Miriu o mocy 60 MW, oddana do użytku w 2007 roku
- Hydroelektrownia Sang’oro o mocy 21,2 MW, oddana do użytku w 2012 roku
- Hydroelektrownia Gogo o mocy 2 MW, oddana do użytku w 1957 roku
- Hydroelektrownia Sosiani o mocy 0,4 MW, oddana do użytku w 1952 roku